# Josiane
Josiane est un prénom féminin d'origine hébraïque. Ce prénom provient de Joseph . Le prénom Josiane est très ancien, il est notamment utilisé pour la princesse Josiane dans la Beuve de Hanstone au XIIIe siècle ou pour lady Josiane dans L’Homme qui rit de Victor Hugo publié en 1869.

## Liste des personnes portant le prénom
- Josiane Balasko (née en 1950), actrice, écrivaine et réalisatrice française
- Josiane Corneloup (née en 1959), femme politique française
- Josiane Nunes (née en 1993), artiste martiale mixte brésilienne
- Josiane Shen, présentatrice de télévision luxembourgeoise
- Josiane Stoléru, actrice française
- Josiane Tito (née en 1979), sprinteuse brésilienne